# Prix littéraires du Gouverneur général 1944
Liste des Prix littéraires du Gouverneur général pour 1944, chacun suivi du gagnant.

## Anglais
- Prix du Gouverneur général : romans et nouvelles de langue anglaise : Gwethalyn Graham, Earth and High Heaven.
- Prix du Gouverneur général : poésie ou théâtre de langue anglaise : Dorothy Livesay, Day and Night.
- Prix du Gouverneur général : études et essais de langue anglaise : Dorothy Duncan, Partner in Three Worlds et Edgar McInnes, The War: Fourth Year.